# ليندسي هاميلتون
ليندسي هاميلتون (بالإنجليزية: Lindsay Hamilton)‏ (11 أغسطس 1962 في المملكة المتحدة - ) هو لاعب كرة قدم بريطاني في مركز حراسة المرمى. لعب مع بورتاداون ودونفرملين أثلتيك وسانت جونستون وليدز يونايتد ونادي بارتيك ثيسل ونادي رينجرز ونادي إيست فيف ونادي ستنهاوسموير ونادي ستيرلينغشير الشرقية ونادي ستيرلينغ ألبيون ونادي كوينز بارك ونادي كلايدبانك ‏.

## وصلات خارجية
- ليندسي هاميلتون على موقع قاعدة بيانات كرة القدم.إي يو (الإنجليزية)